# David Sackett
David Lawrence Sackett (ur. 17 listopada 1934 w Chicago, zm. 13 maja 2015 w Markdale, Grey Highlands, Ontario) – amerykańsko-kanadyjski lekarz nazywany „ojcem medycyny opartej na faktach” (EBM), założyciel pierwszego wydziału epidemiologii klinicznej w McMaster University (Kanada) i pierwszy dyrektor Centre for Evidence-Based Medicine w Uniwersytecie Oksfordzkim, autor podręczników EBM i licznych artykułów naukowych. Do najbardziej znanych wypowiedzi D.L. Sacketta należą zdania:

Połowa tego, czego nauczysz się w szkole medycznej, okaże się całkowicie błędna, albo przestarzała w ciągu pięciu lat od ukończenia szkoły; problem polega na tym, że nikt nie może ci powiedzieć, która to będzie połowa – więc najważniejszą rzeczą, której trzeba się nauczyć, to to jak samodzielnie się uczyć.

## Życiorys
Informacje autobiograficzne zawiera zbiór odpowiedzi udzielonych przez D. Sacketta w ostatniej fazie choroby (metastatic cholangiocarcinoma) na pytania, które zadawali znani współpracownicy i przyjaciele (Iain Chalmers, Steve Goodman, Brian Haynes i in.). Liczne pytania napływały też z całego świata (do ich przekazywania chory zachęcał wszystkich, którym odmawiał udzielania „wywiadów na żywo”). Przeanalizowania i uporządkowania poruszanych zagadnień podjął się Brian Haynes. W redagowaniu zbioru tak zgromadzonych „wywiadów” brała udział Barbara Sackett (żona).
Początkowe rozdziały pracy pt. David L. Sackett: Interview in 2014–2015 (red. B. Haynes) zatytułowano:
- The Making of a Clinical Epidemiologist: 1934–1967[12]
- McMaster Medical School: 1967–1994[13]
- The Oxford Years: 1994–1999[14]
- Back Home to Irish Lake: 1999–2015[15]

### Dzieciństwo i młodość

#### Dom rodzinny i Lawrence College w Appleton

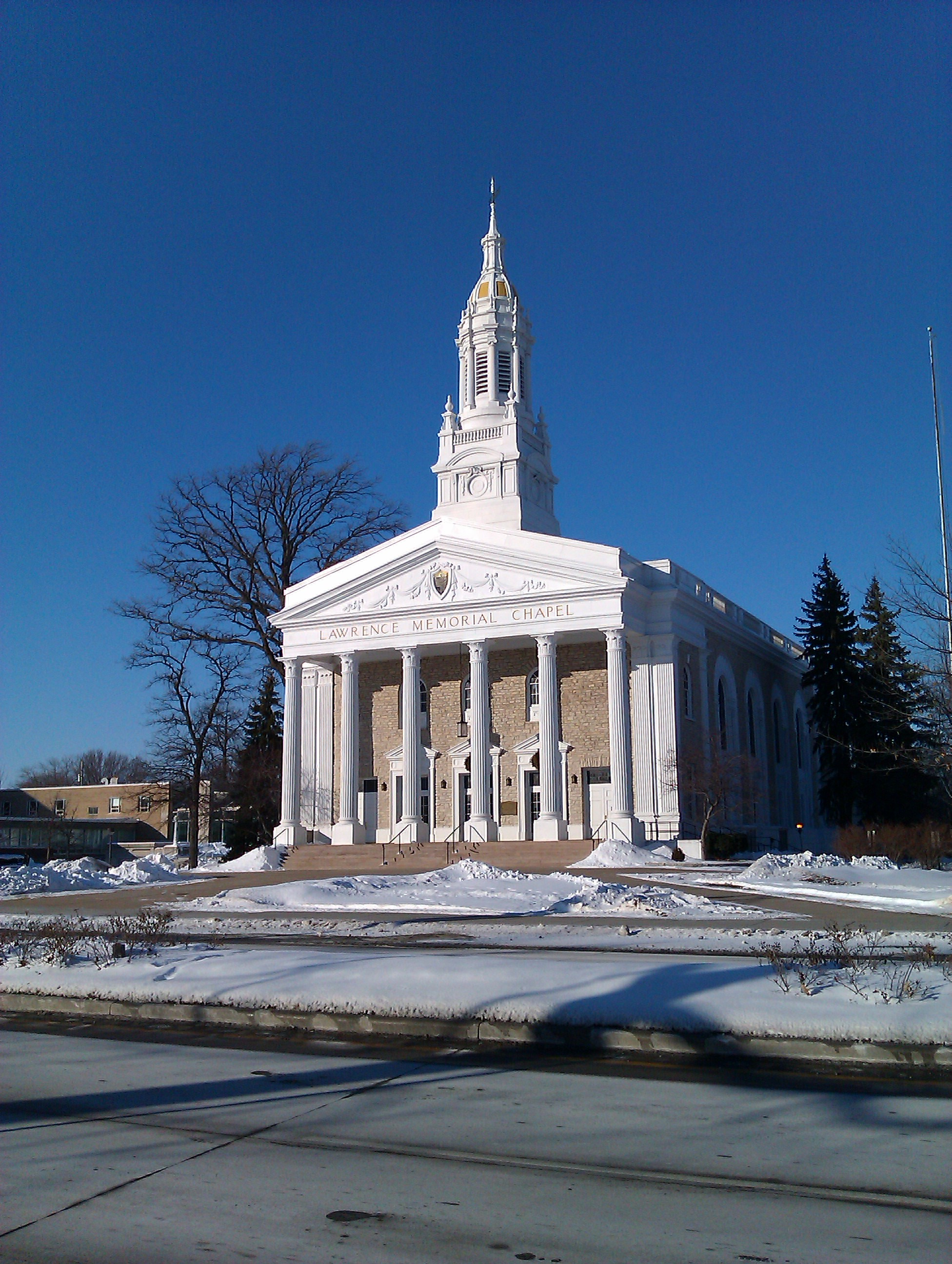
Lawrence Memorial Chapel w Lawrence University (Appleton)

Był najmłodszym z trzech synów artysty-projektanta De Forest’a Sackett’a (ur. 1905) i jego żony, Margaret Ross, bibliofilki. Dorastał w wiktoriańskim domu położonym na pół-wiejskim przedmieściu Chicago (Cook County), w szczęśliwej rodzinie, w atmosferze miłości do książek i muzyki klasycznej. Uczył się gry na fortepianie, grał na klarnecie w orkiestrze szkolnej i na gitarze rytmicznej w zespole licealnym, śpiewał w lokalnych chórach.
Przyjaźnił się z kolegami ze zintegrowanej szkoły oraz z czarnymi i białymi dziećmi z sąsiedztwa. Był o wiele wyższy i chudszy od braci i kolegów z klasy. Miał aspiracje sportowe, co sprzyjało pokonaniu nieśmiałości. Uprawiał m.in. baseball i biegi przełajowe, jednak osiągnięcie sukcesów utrudniał stan zdrowia, w tym duża wada wzroku i skutki przebycia polio (okres przymusowej bezczynności korzystnie wpłynął na rozwój zainteresowania lekturami).
Ukończył liceum w wieku 16 lat (wyprzedzając kolegów), a w następnym roku otrzymał stypendium naukowe i pracę w niepełnym wymiarze godzin w Appleton (Wisconsin).

Kontynuował naukę w Lawrence College (obecnie Lawrence University), stosunkowo niewielkiej szkole (wówczas 750 studentów) o tradycji sięgającej połowy XIX wieku, w której uczyli się również bracia Davida i przyszłe żony wszystkich trzech chłopców. Zdobył tamże nie tylko wiedzę rozumianą jako zbiór faktów, ale również umiejętność przetwarzania efemerycznej pamięci krótkotrwałej w pamięć długotrwałą (uważał, że ten proces decyduje o radości uczenia się). Poznał m.in. Państwo Platona, Manifest komunistyczny Marksa, „tańczące pszczoły” (Aus dem Leben der Bienen) von Frischa, The Elements of Style Strunk’a & White’a. Spędził urlop naukowy (1974–1975) u zastępcy redaktora The Lancet (David Sharp). 
Do rozwoju jego specyficznego poczucia humoru przyczyniły się czytane książki Kurta Vonnegut’a (Cat’s Cradle, Slaughterhouse Five, Breakfast of Champions).
W trzecim roku studiów w Lawrence College zaczął myśleć o kierunkach ewentualnej przyszłej kariery zawodowej. Brał wówczas pod uwagę zoologię lub fizjologię, w tym problemy parabiozy (nie interesował się statystyką i epidemiologią). Po dyskusji z rodziną i przyjaciółmi wybrał studia medyczne. Taką samą decyzję podjęła koleżanka z Lawrence College, Barbara Bennett (przyszła żona).

#### Studia medyczne w Chicago (okres przedkliniczny)

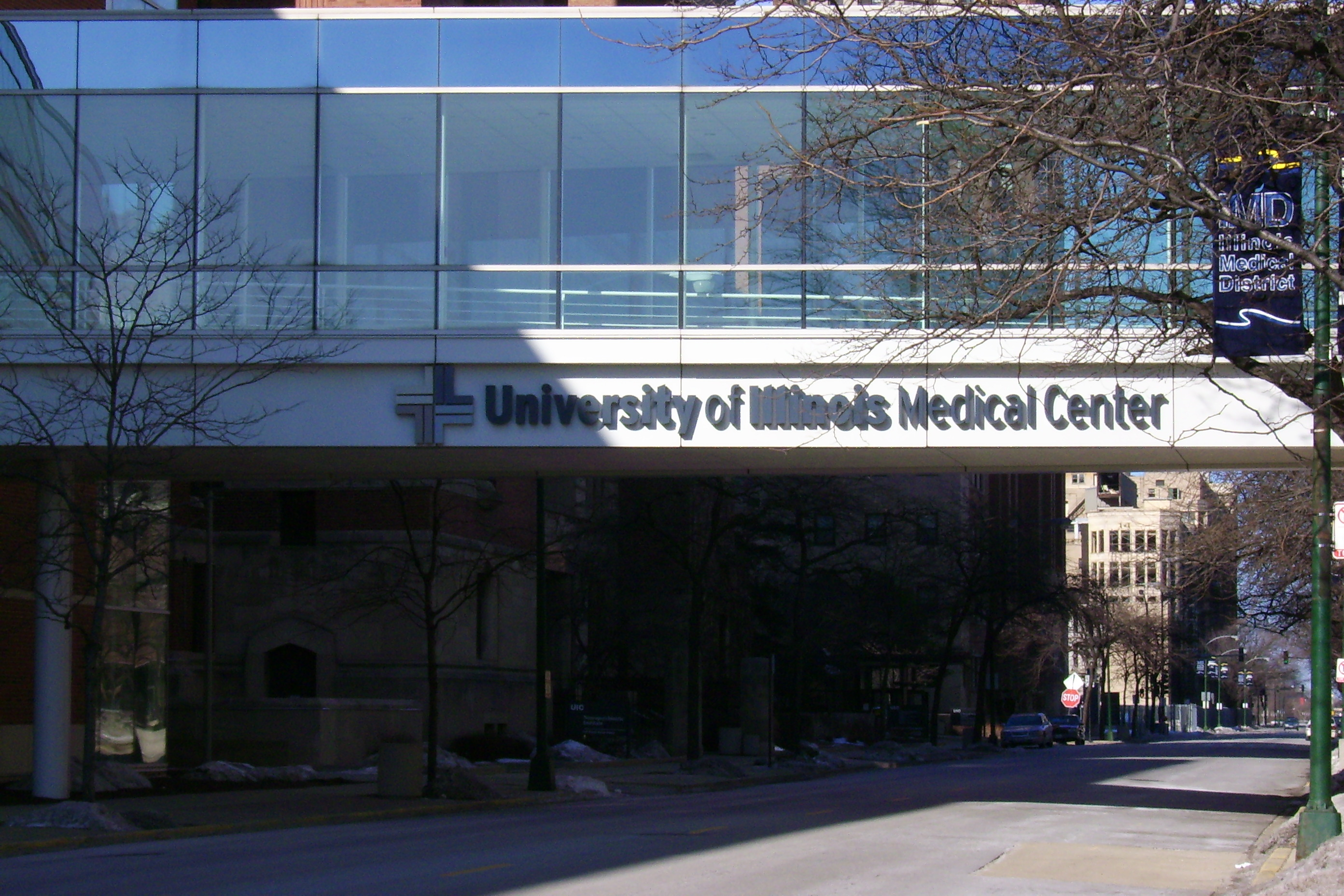
Medical Center
Uniwersytetu Illinois w Chicago

W 1956 roku w Chicago było pięć czteroletnich szkół medycznych. D. Sackett wybrał University of Illinois at Chicago („U of Illinois”, UIC, zob. wydziały uniwersyteckie UIC). Uzyskał stypendium i obniżkę opłat do 500 dolarów rocznie, podejmował prace zarobkowe.
Okres studiów przedklinicznych wspominał jako bardzo wyczerpujący. Wysoko cenił zrozumienie i pomoc ze strony dr Roberta Pumpera, mikrobiologa (wirusologia), który wykazał duże zainteresowanie koncepcjami 25-letniego adepta medycyny i stworzył mu warunki do laboratoryjnych badań rozwoju kultur tkankowych.
Wyniki tej pracy zostały opublikowane w 1960 roku w Nature (Pumper R.W., Alfred L.J., Sackett D.L., Multiplication of Vaccinia Virus in Serum-free and Serum-containing Cell Cultures). Znaczenie mentoringu w procesie kształcenia lekarzy było w przyszłości tematem wielu publikacji Sacketta, w tym książki Mentorship in Academic Medicine (2014, wsp. Straus S.E.).

#### Staże kliniczne i stypendia naukowe
Chicago
David Sackeet był przerażony tym, jak niewiele treści opanowanych w latach studiów przedklinicznych przydawało się przy łóżku chorego. Po 40 latach wspominał swój diagnostyczny błąd (błędna interpretacja opukiwania) popełniony w czasie internistycznego stażu w pogotowiu ratunkowym. Swoim mentorem nazwał lekarza, który odbył ze stażystą poważną merytoryczną rozmowę na temat jego błędu.

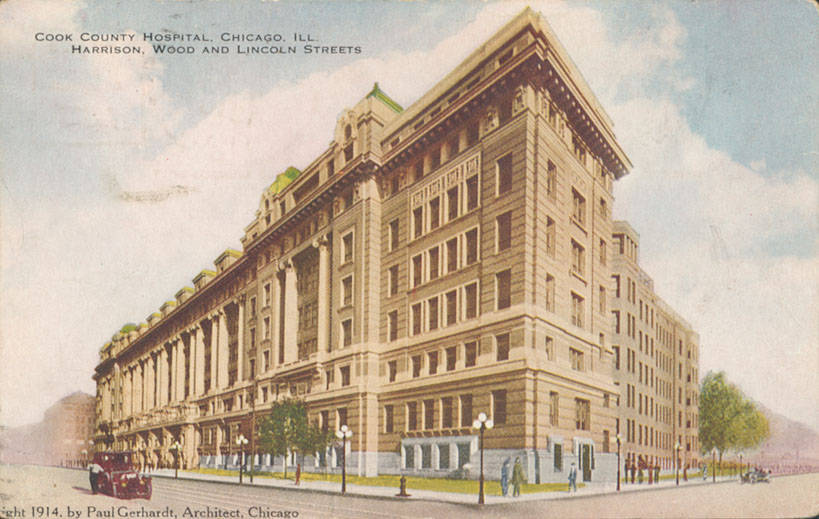
Cook County Hospital w Chicago

Okres stażu klinicznego w Cook County Hospital okazał się ekscytujący ze względu na możliwość kontaktu z pacjentami i bezpośredniej obserwacji skutków terapii, ale wywoływał rozczarowanie z powodu braku zainteresowania wielu klinicystów możliwościami zmian metod leczenia. Dążenie większości lekarzy do pozostania przy procedurach rutynowych sprawiało, że reformatorskie działania G.E. Millera traktowano niechętnie (proponowano ograniczenie finasowania ORME). Pytania młodego lekarza-stażysty o przyczyny zastosowania określonego schematu leczenia budziły zniecierpliwienie (That’s how we’ve always done it. Don’t talk back! Just do it!)Był zmuszony odpowiedzi na nurtujące go pytania poszukiwać w bibliotekach, m.in. w Journal of Clinical Investigation wydawanym od 1924 roku  (PubMed istnieje od 1996). Był zafascynowany publikacjami takich autorów jak Thomas C. Chalmers, Archibald Cochrane i inni. Kierował do nich listy z pytaniami, na które otrzymywał odpowiedzi, co stało się początkiem wieloletniej dobrej współpracy, zmierzającej do zbudowania „medycyny opartej na faktach” i „epidemiologii klinicznej”.
Wkrótce, dzięki wsparciu Roberta Karka (kolejnego mentora), Sackett rozpoczął specjalizację w dziedzinie nefrologii i fizjologii nerek (zob. np. zespół wątrobowo-nerkowy). Otrzymał stypendium National Institutes of Health Research Fellowship na następny rok, co zapewniło znaczną poprawę warunków pracy oraz życia rodzinnego. Pracował w The Hepato-Renal Unit, ekscytującym miejscu współpracy wybitnych specjalistów w różnych dyscyplinach, pochodzących z wielu krajów, którym stworzono możliwość prowadzenia w dużej klinice badań skuteczności leczenia (m.in. RCT). Wspólny projekt stypendystów dotyczył hemodializy. W ramach badań własnych Sackett zajmował się możliwościami przyspieszenia identyfikacji aminokwasów w moczu poprzez zastosowanie elektroforezy wysokonapięciowej. Czas analizy został skrócony z 2 dni do 2 godzin. Wyniki badań zostały opracowane w formie rozprawy doktorskiej w 1962 roku (artykuł pt. Adaptation of monodirectional high-voltage electrophoresis on long papers to the rapid qualitative identification of urinary amino acids ukazał się w 1964 roku).
Buffalo
Do planowanej kontynuacji badań w tej dziedzinie nie doszło z powodu zmian sytuacji politycznej (kryzys kubański). W rezultacie tych zmian David Sackett został skierowany, jako rezydent U.S. Public Health Service, do Chronic Disease Research Institute w Buffalo. Z żoną i dwoma synami przeniósł się do Buffalo w lipcu 1963 roku. Należał do zespołu badawczego, którym kierował znany epidemiolog Warren Winkelstein Jr. Zespół zajmował się epidemiologią chorób układu krążenia, m.in. problemami pomiarów ciśnienia krwi (oceny niestabilności) i epidemiologią miażdżycy tętnic. Uzupełnił swoją wiedzę w dziedzinie epidemiologii analitycznej, statystyki medycznej itp. korzystając z podręczników (głównie Austin Bradford Hill, Principles of Medical Statistics, wyd. 7, MacMahon B., Pugh T.F., Epidemiologic Methods ISBN 0-316-54259-8) i z pomocy zaprzyjaźnionych współpracowników.
Boston

Harvard Medical School w Bostonie

Stopień Master of Science David Sackett otrzymał w 1967 roku w Harvard Medical School (znanej z dużej wagi przywiązywanej studium przypadku). Zorganizowanie pobytu w Bostonie ułatwił mu Evan Calkins, pełniący ważne funkcje w Buffalo General Hospital (Kaleida Health) i University at Buffalo oraz G.I. Bill, zapewniający m.in. niską stopę procentową kredytu na zakup domu. Sześcioosobowa rodzina (David i Barbara z czterema synami) zamieszkała w Newton Center, na zachodnich przedmieściach Bostonu.
Kierujący Wydziałem Epidemiologii w Harvard School of Public Health znany epidemiolog Brian MacMahon przeprowadził z kandydatem wnikliwą rozmowę na temat jego zainteresowań i planów zawodowych, po czym doradził wybór wszystkich kursów dotyczących metod epidemiologii i biostatystyki na swoim wydziale oraz wybrane kursy na innych wydziałach uniwersytetu (np. demografia) oraz w Massachusetts Institute of Technology (np. elementy informatyki). Komplet zgromadzonych punktów pozwolił uzyskać tytuł Master of Science badań naukowych (M.Sc. research).
Buffalo
Roczny pobyt w Bostonie pozwolił uściślić przemyślenia na temat dziedziny nazywanej „epidemiologią kliniczną”. Po powrocie do Buffalo podjął pracę w charytatywnym szpitalu okręgowym, tworząc oddział nastawiony na równoczesne leczenie pacjentów, edukację w zakresie epidemiologii klinicznej oraz badania kliniczne. Pierwsze RCT dotyczyły leczenia umiarkowanego nadciśnienia tętniczego u starszych kobiet.

### McMaster Medical School (Hamilton, 1967–1994)
Realizację programu badań, edukacji i leczenia w Buffalo przerwał list z Hamilton (Kanada) od Johna Evansa, dziekana-założyciela McMaster University Medical School. Kierując się m.in. opinią W. Hollanda, J. Evans zaprosił Sacketta do Hamilton na dyskusję o planowanym tworzeniu nowoczesnej uczelni medycznej.
Efektem spotkania była kolejna zmiana planów zawodowych D. Sacketta. W wieku 32 lat, nie mając doświadczenia akademickiego, podjął się organizacji w McMaster University kształcenia w zakresie epidemiologii klinicznej i biostatystyki. Decyzja o przeprowadzce do Kanady została zaaprobowana przez mentora, Evana Calkinsa, po jego rozmowie z J. Evansem w Hamilton (początkowo wątpił w wiarygodność entuzjastycznej relacji młodego epidemiologa).
W 1967 roku David Sackett zorganizował pierwszy na świecie Wydział Epidemiologii Klinicznej – Department of Clinical Epidemiology & Biostatistics (obecnie Department of Health Research Methods, Evidence, and Impact, HEI).
Po 17 latach (w wieku 49 lat) postanowił skoncentrować się na pracy klinicznej w dziedzinie interny. Był lekarzem naczelnym w Chedoke Hospitals oraz kierownikiem Division of General Internal Medicine regionu Hamilton.

### Oksford (1994–1999)
Po ponad 30 latach pracy w Hamilton D. Sackett, kończący wówczas 59 lat, z zadowoleniem odebrał zaproszenie do Oksfordu na naradę w sprawie planów rozwoju EBM w Wielkiej Brytanii i Europie. Zaproszenie wystosował Muir Gray z National Health Service, szef działu badań i rozwoju obejmującego regiony Oksfordu i Anglii Wschodniej. Nadeszło w okresie, gdy D. Sackett uznał, że przestał być potrzebny swoim uczniom, a program rozwoju uczelni stawał się coraz bardziej konserwatywny.
W Oksfordzie działały w tym czasie dwie najbardziej kreatywne instytucje: Clinical Trial Service Unit, utworzona w 1975 roku (Richard Peto, Rory Collins, Mike Clarke i inni) oraz Cochrane Collaboration (Iain Chalmers i wsp.). Trwające tydzień rozmowy w Oksfordzie, w których brało udział ponad 70 specjalistów, zakończyły się przekazaniem organizatorom pisemnej opinii Sacketta nt. programów edukacji, opieki klinicznej i badań, obejmujących strategie i taktyki EBM. Po powrocie do Kanady otrzymał podobne opracowanie M. Graya, obejmujące zagadnienia organizacyjne i finansowe i pozwalające przystąpić do realizacji programu bez zbędnej zwłoki.

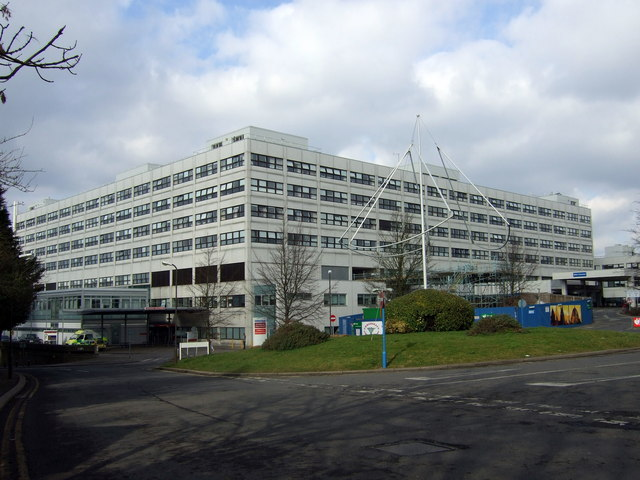
John Radcliffe Hospitalu8 w Oksfordzie

David i Barbara Sackett zdecydowali się przenieść do Anglii na maksymalnie 10 lat, planując coroczne letnie pobyty w domu nad jeziorem Irish Lake (dystrykt Kenora w Ontario) umożliwiające utrzymywanie więzi z dużą rodziną. W Anglii zamieszkali na przedmieściu Oksfordu (North Oxford), w wiktoriańskim domu z dużym ogrodem angielskim (dom umożliwiał pobyty nawet 40 gości miesięcznie).
W latach 1994–1999 Sackett kierował utworzoną dla niego katedrą w Uniwersytecie Oksfordzkim (prof. epidemiologii klinicznej w Nuffield Department of Medicine) oraz był:
- założycielem i dyrektorem Centre for Evidence-Based Medicine (National Health Service Research & Development)[72]
- konsultantem Medical Service w John Radcliffe Hospital (główny szpital kliniczny Uniwersytetu Oksfordzkiego)[73]
- współzałożycielem Cochrane Collaboration i pierwszym przewodniczącym grupy koordynującej
- współredaktorem czasopisma Evidence-Based Medicine

### Ontario (1999–2015)

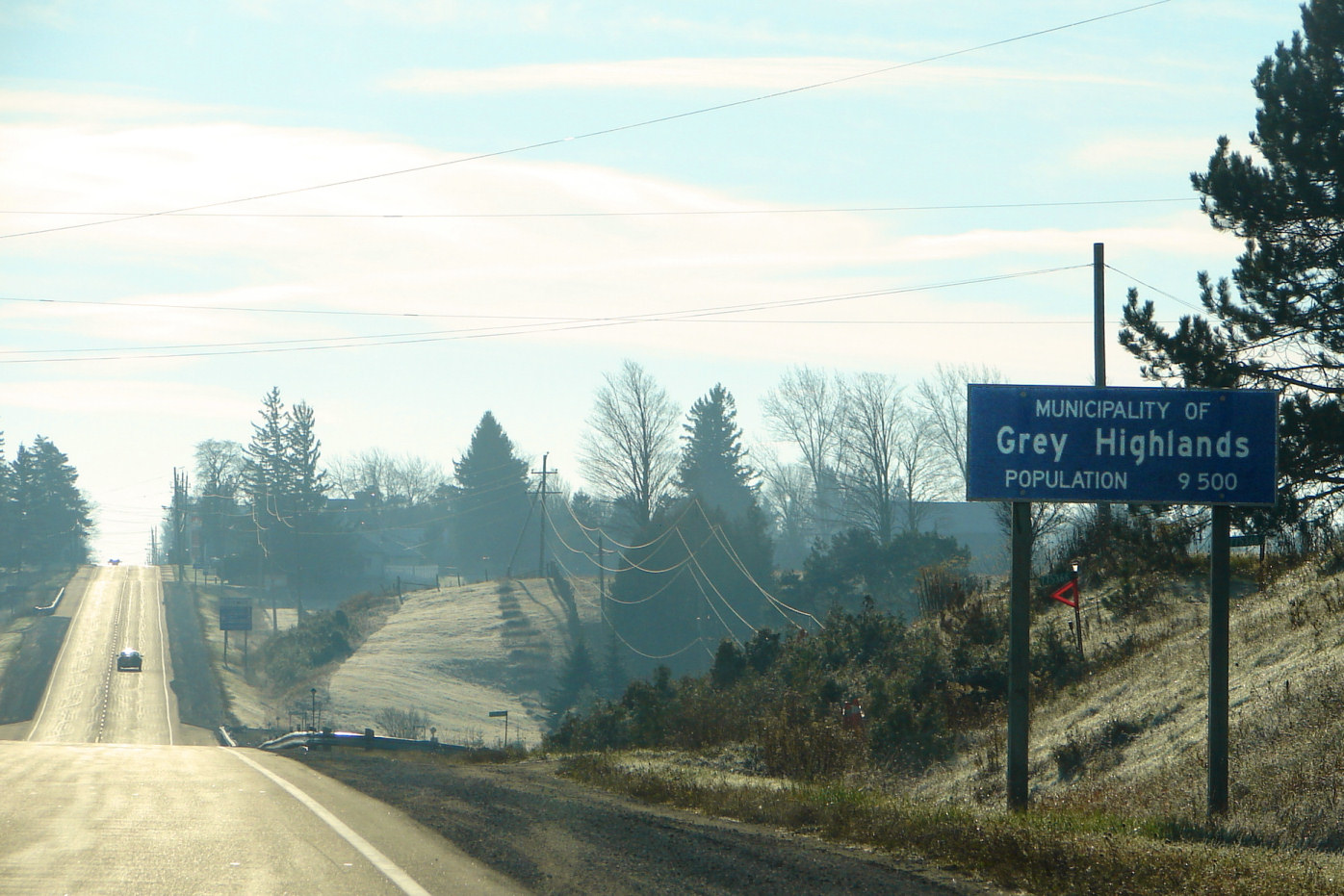
Droga w hrabstwie Grey

Po zakończeniu praktyki lekarskiej w 1999 roku 65-letni David Sackett zamieszkał z żoną w domu nad Irish Lake w pobliżu Flesherton (hrabstwo Grey w Ontario). Nie przerwał pracy naukowej i nie zerwał kontaktów ze specjalistami. Otrzymywał zaproszenia na cotygodniowe wykłady, regularne seminaria i inne spotkania w Uniwersytecie McMastera, Uniwersytecie w Toronto i Uniwersytecie Zachodniego Ontario. Częste podróże profesora między domem nad Irish Lake i uczelniami były męczące i czasochłonne.
Kilgore Trout i Trout Workshops
Problem rozwiązał, organizując Trout Research & Education Centre, nazywane „warsztatami pstrągowymi”, miejsce pogłębiania specjalistycznej wiedzy (RCT, EBM, epidemiologia kliniczna itp.). Nazwa warsztatów nie wiąże się z wędkarstwem, mimo że w Irish Lake można złowić m.in. pstrąga tęczowego (ang. rainbow trout).
Nazwa spotkań i ich uczestników („Pstrągi”) pochodzi od nazwiska postaci literackiej – Kilgore’a Trouta, bohatera popularnych książek Kurta Vonneguta, uważanego przez autora za swoje alter ego (w polskich tłumaczeniach Śniadania mistrzów Kilgore Trout występuje jako Pstrąg Zabijucha). Trout fascynował Davida Sacketta, co wyrażał nie tylko nad Irish Lake. Wyrazem tej fascynacji oraz poczucia humoru i nonkonformizmu D. Sacketta jest też umieszczanie „prof. Kilgore S. Trout” wśród współautorów artykułów naukowych. W budzącej duże zainteresowanie pracy How to read clinical journals: IV. To determine etiology or causation (Canadian Medical Association Journal 1981) zamieszczono informację: reprint requests to: Prof. Kilgore S. Trout. Prośby o kopie długo spływały na ten adres.
jeziora 

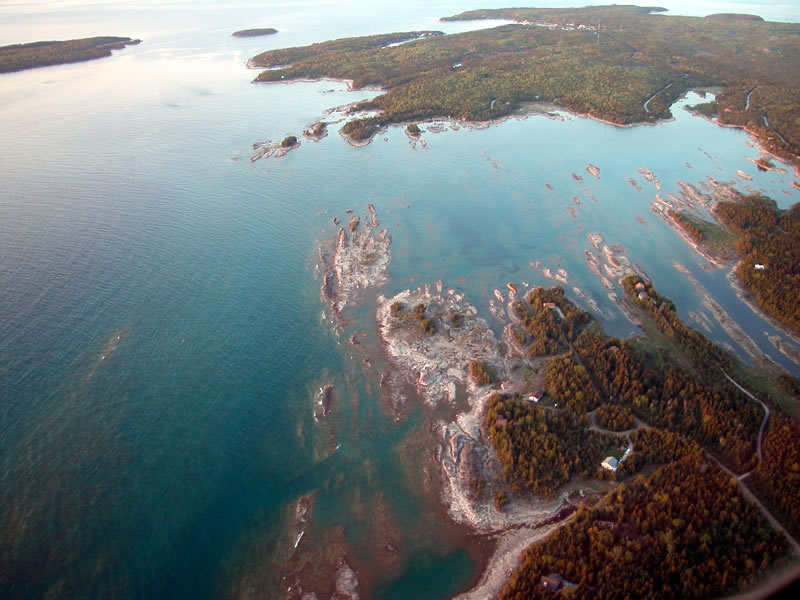
Linia brzegowa Huron na półwyspie Bruce

Trout Workshops odbywały się trzy razy w roku (styczeń, maj i październik). Osoby zainteresowane uczestnictwem (głównie doktoranci) pisemnie przedstawiały swój program badawczy, jego cele i metodykę. Spośród zgłoszeń nadchodzących z pięciu kontynentów Sackett wybierał sześć, mianując tych kandydatów „pstrągami”. Po wnikliwej korespondencyjnej analizie programu nowy „pstrąg” przyjeżdżał nad Irish Lake na trzy dni dyskusji z organizatorem i z innymi uczestnikami warsztatów. Byli traktowani jak goście gospodarzy, którzy zapewniali im nieodpłatnie zakwaterowanie, wyżywienie (Barbara Sackett z entuzjazmem przyjęła rolę kucharki) i atrakcje turystyczne. Łącznie zorganizowano w latach 1999–2006 siedemnaście warsztatów dla ponad stu uczestników. Na ponad 80% omawianych projektów badawczych udało się uzyskać finansowanie. Warsztaty wspominano nie tylko jako stymulujące intelektualnie, ale również jako ułatwiające nawiązywanie nowych kontaktów i przyjaźni w attmosferze dobrej zabawy.
Clinician-Trialist Round
Society for Clinical Trials (SCT) zostało utworzone w 1979 roku, jednak po dwudziestu latach, gdy D.L. Sackett wrócił do Kanady, wciąż metody RCT nie były znane i akceptowane przez wszystkich lekarzy. Sackett dołączył do SCT i z zadowoleniem przyjął zaproszenie do współpracy od S. Goodmana, ówczesnego naczelnego redaktora wydawanego od 2004 roku czasopisma SCT Clinical Trials. W czasopiśmie utworzono stałą rubrykę Clinician-Trialist Round, w której Sacket starał się popularyzować problemy badań klinicznych, przygotowując przystępnie sformułowane krótkie teksty (< 2000 słów), możliwe do przeczytania przez adeptów badań klinicznych „w czasie jednego posiedzenia” (at a single sitting).
W numerze inaugurującym serię znalazł się artykuł redakcyjny pt. On making clinical trials possible, w którym S. Goodman wyjaśnia motywy utworzenia rubryki, wskazując potrzebę ułatwienia pracy „rozpaczliwie potrzebnym” klinicystom-badaczom, wchodzącym na coraz trudniejszą ścieżkę kariery. Wyraża przekonanie, że D. Sackett, z pasją zaangażowany w wychowanie kolejnego pokolenia badaczy, wskaże czytelnikom drogę do sukcesu, wspierając ich swoją wiedzą, doświadczeniem i dobrym humorem (welcome him to our pages, and look forward to his jovially serious wisdom over at least the next year).
Serię rozpoczęły tematy zarządzania czasem i roli dobrego mentora w rozwoju młodego lekarza:
1. Inauguration, and an introduction to time-management for survival (Clin Trials 2010;7:749-751)
2. Time-management of your clinical practice and teaching (Clin Trials. 2011;8:112-114)
3. Priority setting for academic success (Clin Trials. 2011;8:235-237)

W latach 2010–2015 ukazało się łącznie 26 takich tekstów (część opracowana ze współautorem). Opisy zagrożeń i korzyści płynących z mentoringu (współautorka: S.E. Strause) zostały włączone do książki Mentorship in Academic Medicine.
Poblem mentoringu Sackett często poruszał w rozmowach ze studentami i młodymi lekarzami. W 1998 roku znalazło to wyraz m.in. w treści artykułu studenta Keble College (Oxford), opublikowanego po jego inspirującej rozmowie z „człowiekiem EBM”. Dotyczyła m.in. konieczności zaspokajania naturalnej potrzeby samorealizacji.

## Publikacje
David L. Sackett jest autorem 12 książek, rozdziałów w ok. 60. innych książkach i setek artykułów w czasopismach medycznych i naukowych (według innego źródła 10 książek i 50 rozdziałów).
Wybór według World Heritage Encyclopedia
- Sackett DL, Haynes RB (editors). Compliance with Therapeutic Regimens. Baltimore: Johns Hopkins University Press, 1976
- Haynes RB, Taylor DW, Sackett DL. Compliance in Health Care. Baltimore: Johns Hopkins University Press, 1979. ISBN 0-8018-2162-2.
- Sackett DL. Bias in analytic research. J Chronic Dis. 1979;32(1-2):51-63. doi:10.1016/0021-9681(79)90012-2 PMID 447779.
- Department of Clinical Epidemiology and Biostatistics, McMaster University. Clinical disagreement I: how often it occurs, and why. Can Med Assoc J 1980;23:499 504.
- Department of Clinical Epidemiology and Biostatistics, McMaster University. Clinical disagreement II: how to avoid it and learn from one’s mistakes. Can Med Assoc J 1980;123:613 617.
- Department of Clinical Epidemiology and Biostatistics, McMaster University. How to read clinical journals: I. Why to read them and how to start reading them critically. Can Med Assoc J 1981; 124:555 558
- Laupacis A, Sackett DL, Roberts RS. An assessment of clinically useful measures of the consequences of treatment. N Engl J Med. 1988 June 30;318(26):1728-33. PMID 3374545
- Sackett DL. Rules of evidence and clinical recommendations on the use of antithrombotic agents. Chest. 1986 Feb;89(2 Suppl):2S-3S. PMID 3943408
- Sackett DL, Haynes RB, Tugwell P. Clinical epidemiology: a basic science for clinical medicine, First edition. Boston: Little, Brown, 1985. ISBN 0-316-76595-3.
- North American Symptomatic Carotid Endarterectomy Trial Collaborators. Beneficial effect of carotid endarterectomy in symptomatic patients with high grade carotid stenosis. N Engl J Med 1991;325:445-53
- Guyatt GH, Sackett DL, Cook DJ. Users’ guides to the medical literature. II. How to use an article about therapy or prevention. A. Are the results of the study valid? Evidence-Based Medicine Working Group. JAMA. 1993 December 1;270(21):2598-601. PMID 8230645
- Guyatt GH, Sackett DL, Cook DJ. Users’ guides to the medical literature. II. How to use an article about therapy or prevention. B. What were the results and will they help me in caring for my patients? Evidence-Based Medicine Working Group. JAMA. 1994 January 5;271(1):59-63. PMID 8258890
- Jaeschke R, Guyatt G, Sackett DL. Users’ guides to the medical literature. III. How to use an article about a diagnostic test. A. Are the results of the study valid? Evidence-Based Medicine Working Group. JAMA. 1994 February 2;271(5):389-91. PMID 8283589
- Jaeschke R, Guyatt GH, Sackett DL. Users’ guides to the medical literature. III. How to use an article about a diagnostic test. B. What are the results and will they help me in caring for my patients? The Evidence-Based Medicine Working Group. JAMA. 1994 March 2;271(9):703-7. PMID 8309035
- Cook RJ, Sackett DL. The number needed to treat: a clinically useful measure of treatment effect. BMJ. 1995 February 18;310(6977):452-4. PMID 7873954
- Sackett DL, Rosenberg WM, Gray JA, Haynes RB, Richardson WS. Evidence based medicine: what it is and what it isn’t. BMJ. 1996 January 13;312(7023):71-2. PMID 8555924
- Barnett HJ, Taylor DW, Eliasziw M, Fox AJ, Ferguson GG, Haynes RB, Rankin RN, Clagett GP, Hachinski VC, Sackett DL, Thorpe KE, Meldrum HE, Spence JD. Benefit of carotid endarterectomy in patients with symptomatic moderate or severe stenosis. North American Symptomatic Carotid Endarterectomy Trial Collaborators. N Engl J Med. 1998 November 12;339(20):1415-25. PMID 9811916
- Sackett DL, Straus SE, Richardson WS, Rosenberg W, Haynes RB. Evidence-based medicine: how to practice and teach EBM, 2nd ed. Edinburgh & New York: Churchill Livingstone, 2000. ISBN 0-443-06240-4.
- Haynes RB, Sackett DL, Guyatt GH, Tugwell P. Clinical epidemiology: how to do clinical practice research, 3rd edition. Philadelphia: Lippincott, Williams and Wilkins, 2006. ISBN 0-7817-4524-1.
- Straus SE, Sackett DL, Mentorship in Academic Medicine. John Wiley & Sons, 2014. Print ISBN 978-1-118-44602-7 DOI: 10.1002/9781118446065

## Wyróżnienia i upamiętnienie
Odznaczenia i wyróżnienia
David Sackett otrzymał doktoraty honorowe Uniwersytetu w Bernie i Uniwersytetu McMastera, tytuł honorowego profesora epidemiologii klinicznej Uniwersytetu w Syczuan (ang. West China University of Medical Sciences) i tytuł Adjunct Professor Uniwersytet Ottawskiego.
Wśród innych wyróżnień są wymieniane:
- 1992 – Fellow Royal Society of Canada (FRS)[88]
- 2000 – miejsce w Kanadyjskiej Medycznej Galerii Sławy (Canadian Medical Hall of Fame)[89]
- 2001 – Order Kanady (oficer)[90]
- 2003 – wyróżnienie wspólnoty Health Sciences Centre Uniwersytetu McMastera (Community of Distinction)[91]
- 2009 – Canada Gairdner Wightman Award[48][92]

Upamiętnienie
- Society for Clinical Trials (SCT) ufundowało doroczne nagrody David Sackett Trial of the Year Award. Są przyznawane:
  - osobom zasłużonym dla EBM i epidemiologii klinicznej, takim jak Iain Chalmers[93][94]
  - zespołom badawczym za wykonanie badań o szczególnie dużym znaczeniu, takim jak zespół PALM (Pamoja Tulinde Maisha, Razem Ratujemy Życie) za badania RCT skuteczności czterech terapii eksperymentalnych, stosowanych w czasie epidemii EVD[95][96][97]
- redakcja Journal of Clinical of Epidemiology ufundowała doroczną nagrodę David Sackett Young Investigator Award[98].
- Department of Clinical Epidemiology and Biostatistics w McMaster University[99] utworzył David L. Sackett Scholarship Trust, który przyznaje stypendia badaczom rozpoczynającym drogę zawodową w dziedzinie epidemiologii klinicznej[100].

Współpracownicy Sacketta z McMaster i Cochrane Collaboration wspominają go w wielu różnych okolicznościach, m.in. organizują np. The Dave Sackett Research Symposia. Miejscem serdecznych zarejestrowanych wspomnień było np. 23. Cochrane Colloquium w Wiedniu (październik 2015). Tematem przewodnim konferencji Medical Library Association Upstate New York & Ontario Charter w Niagara-on-the-Lake (UNYOC 2018) był problem poruszony przez Ellen R. Auster w otwierającym konferencję referacie pt. Cat’s Cradle and the Clinical Trial: The Humanity of Medicine and the Humanities in Medicine.